# Obere Gottesackerwände
L’Obere Gottesackerwände est une montagne d'une altitude de 2 033 m dans le massif des Alpes d'Allgäu. Le sommet oriental à une altitude de 2 016 m est appelé Toreck.

## Géographie

### Topographie
L'étage montagnard de l'Oberen Gottesackerwände s'étend presque dans une direction est-ouest sur une largeur de plus de 4 km et ferme le plateau du Gottesacker au nord. À l'ouest se trouvent les sommets subordonnés du Roßkopf (1 985 m) et du Hirscheck (1 922 m) et au nord le Mährenhöhe (1 703 m) dans la vallée du Rubach. Le sommet principal et le sommet oriental sont séparés par le Torkopfscharte (1 968 m). Au nord du Toreck se trouve le Torkopf (de) (1 930 m). L'Obere Gottesackerwände et l'Untere Gottesackerwände au nord sont reliés par le Windecksattel. Au sud, le plateau du Gottesacker est suivi du massif du Hoher Ifen.

## Ascension
Il n'y a pas de chemin balisé menant au sommet de l'Oberen Gottesackerwände. La crête est facilement accessible depuis le Torkopfscharte.
Une randonnée à ski mène du Mahdtalhaus au Toreck. Dans les années 1990, la descente par le Mahdtal est fermée à la demande des chasseurs. Les associations d'alpinisme réussissent à ouvrir une piste de descente à travers une zone forestière jusqu'au Mahdtalhaus, qui est cependant souvent à sec et difficile à parcourir. Cet itinéraire est balisé de manière écologique.